# Domecy-sur-le-Vault
Domecy-sur-le-Vault è un comune francese di 98 abitanti situato nel dipartimento della Yonne nella regione della Borgogna-Franca Contea.

## Società

### Evoluzione demografica
Abitanti censiti